# Vaimisträsket
Vaimisträsket är en sjö i Överkalix kommun i Norrbotten och ingår i Kalixälvens huvudavrinningsområde. Sjön har en area på 0,284 kvadratkilometer och ligger 146 meter över havet. Sjön avvattnas av vattendraget Halljärvbäcken.

## Delavrinningsområde
Vaimisträsket ingår i det delavrinningsområde (737313-181121) som SMHI kallar för Mynnar i Sandsjärv. Medelhöjden är 129 meter över havet och ytan är 13,81 kvadratkilometer. Det finns inga avrinningsområden uppströms utan avrinningsområdet är högsta punkten. Halljärvbäcken som avvattnar avrinningsområdet har biflödesordning 4, vilket innebär att vattnet flödar genom totalt 4 vattendrag innan det når havet efter 88 kilometer. Avrinningsområdet består mestadels av skog (84 procent). Avrinningsområdet har 0,51 kvadratkilometer vattenytor vilket ger det en sjöprocent på 3,7 procent.